# Christian Défarge
Christian Défarge, né le 10 septembre 1931 à Saint-Astier (Dordogne), est un homme politique français.

## Biographie
Il remplace Roland Dumas alors nommé ministre des Affaires européennes.

## Détail des fonctions et des mandats
Mandat parlementaire
- 19 janvier 1984 - 1er avril 1986 : Député de la 1re circonscription de la Dordogne[1]